# Polysarcus scutatus
Polysarcus scutatus är en insektsart som först beskrevs av Brunner von Wattenwyl 1882.  Polysarcus scutatus ingår i släktet Polysarcus och familjen vårtbitare. Inga underarter finns listade i Catalogue of Life.